# Claus Strigel (Filmemacher)
Claus Strigel (* 25. Dezember 1955 in München) ist ein deutscher Filmemacher, Filmregisseur, Filmproduzent, Drehbuchautor und Kameramann.

## Leben
Claus Strigel wurde in München geboren. Bereits in seiner Kindheit begann er mit einer Super-8-Kamera zu filmen. Zwischen dem 11. und 18. Lebensjahr drehte er seine ersten Experimental- und Kurzspielfilme (u. a. „Umsonst“, „da capo al fine“, „DESASTER“). Nach dem Abitur studierte er Pädagogik, Philosophie und Psychologie an der Ludwig-Maximilians-Universität München. Nachdem die Münchner Polizei eine nicht genehmigte Studentenversammlung, an der er teilgenommen hatte, gestürmt und einige der Studierenden in Untersuchungshaft genommen hatte, entschloss er sich, zu dem für ihn erschreckenden Polizeieinsatz einen Dokumentarfilm mit dem Foto- und Filmmaterial, das einige der Studierenden vor ihrer Festnahme aufgenommen und unter die Tische geklebt hatten. Er brach sein Studium ab und suchte an der Filmhochschule zur Realisierung seines Vorhabens nach Gleichgesinnten. So lernte er auch Bertram Verhaag kennen. Zusammen gründeten sie 1976 die DENKmal-Filmgesellschaft und veröffentlichten das Material als Kurzfilm „Angriff auf unsere Demokratie“, der bis heute insbesondere bei politisch engagierten Studenten Kultstatus besitzt. Ende 2012 kam es zur Spaltung in DENKmal-Film Verhaag GmbH und DENKmal-Film Strigel GmbH.
1990 erhielt Strigel zusammen mit Verhaag den Adolf-Grimme-Preis mit Bronze für Doppelpunkt vor Ort: Tatort Familie.

## Filmografie
- 1974: Sterntaler
- 1974: Wohnen möchte ich hier nicht
- 1975: Selber filmen
- 1975: Wer ist hier eigentlich behindert?
- 1975: Fernseh’n schau’n
- 1975: Veränderungen
- 1976: Hier spielen Kinder
- 1976: Angriff auf unsere Demokratie
- 1976: Wer bin ich?
- 1977: Leistung und Liebe – ein Alptraum
- 1978: Was heißt’n hier Liebe?
- 1978: Klaufieber
- 1979: Wissen, woran man ist
- 1980: Alles will gut gemacht sein
- 1980: Alteisenliebe
- 1980: Der Mensch an sich wird nicht in Betracht gezogen
- 1980: Bewähre dich täglich! Bewehre dich täglich!
- 1980: Typisch Weiber
- 1980: Der Tod vor dem Tod
- 1980: Eigentum verpflichtet
- 1981: Wer wohnt im Wohnzimmer?
- 1981: Wer das Geld hat, hat die Macht
- 1981: Der Mensch an sich wird nicht in Betracht gezogen 2.
- 1981: Oase der Ruhe
- 1981: Hinaus saniert
- 1982: Wehe du lügst wieder
- 1982: Nico und die roten Nasen
- 1983: Unternimm doch was!
- 1984: Bewegende Ereignisse
- 1984: Echt tu matsch
- 1985: Gewaltfaszination
- 1986: Kinder brauchen Zombies
- 1987: Ich lebte still und harmlos
- 1987: Kreativ mit Computern
- 1987: Blut in der Geschichte
- 1987: Spaltprozesse
- 1988: Coming Out
- 1989: Dein Land ist mein Land
- 1989: Tatort Familie
- 1989: Restrisiko oder Die Arroganz der Macht
- 1990: Goldgräberzeiten
- 1991: Das 8. Gebot
- 1992: RUNaWAY
- 1992: Mama Papa Auto
- 1993: Angst. Tor zur Freiheit
- 1994: Bleiben Sie dran!
- 1996: Blue Eyed
- 1996: Beziehungskiste – Der Computer und sein Mensch
- 1997: Als die Zukunft noch Zukunft hatte
- 2001: Die grüne Wolke
- 2004: Die Siedler am Arsch der Welt. Ein dokumentarischer Western im deutschen Osten
- 2006: Halbwertszeiten
- 2008: Mond Sonne Blume Spiel – Ein wahres Märchen
- 2009: In what we Trust
- 2009: Der Schein trügt – Eine Expedition in die Rätsel des Geldes
- 2012: FREIgestellt – Die Zukunft der Arbeit in Zeiten des Überflusses
- 2013: Unter Menschen
- 2018: Irmgard und die Widerstandssocken

## Audio
- Deutschlandfunk Zwischentöne – Musik und Fragen zur Person: Der Filmemacher Claus Strigel im Gespräch mit Michael Langer 16. Februar 2014 (1/2 Jahr online) – kurzer Begleittext